# Konkurenčno pravo
Konkurenčno pravo, v tujini tudi protimonopolno pravo, je podpanoga gospodarskega prava, ki skrbi za varovanje konkurence skozi regulacijo dejanj, ki neupravičeno omejujejo konkurenco (t. i. omejevalna dejanja) oz. so v nasprotju s tržnimi običaji (ti. nelojalna konkurenca). 
Temeljna ideja konkurenčnega prava je, da monopol oz. obvladujoči položaj na trgu ni prepovedan, je pa prepovedana njegova zloraba. Posledično je podjetje, ki ima obvladujoči položaj na relevantnem trgu, podvrženo določenim omejitvam, ki ne veljajo za manj uspešne konkurente, in to zato, ker bi lahko s svojo tržno močjo sicer uničilo konkurenco in v končni fazi prekomerno škodilo potrošnikom. Podobno so omejitvam podvržene statusne spremembe, ki vodijo v oblikovanje monopolov - prevzemi, združitve ter določeni dogovori.
V Republiki Sloveniji je konkurenčno pravo urejeno z Zakonom o varstvu konkurence ter Zakonom o preprečevanju omejevanja konkurence (ZPOmK-1).